# Lijst van burgemeesters van Giessen-Nieuwkerk
Dit is een lijst van burgemeesters van de voormalige Nederlandse gemeente Giessen-Nieuwkerk tot die in 1957 fuseerde met Peursum tot de gemeente Giessenburg.
| Ambtsperiode | Naam burgemeester            | Partij of stroming | Bijzonderheden |
| ------------ | ---------------------------- | ------------------ | --- |
| 18?? - 1852  | Rogier Diderik van Slijpe    |                    | telg uit het geslacht Van Slijpe, sinds 1705 bestuurders in de Alblasserwaard; tijdens (een deel van) deze periode tevens burgemeester van Goudriaan, Laagblokland en Ottoland |
| 1852 - 1894  | Johannes Diderik van Slijpe  |                    | tijdens (een deel van) deze periode tevens burgemeester van Ottoland, Laagblokland, Schelluinen, Goudriaan, Nederslingeland en Peursum                                         |
| 1894 - 1924  | H.H.D. van Slijpe            |                    | tevens burgemeester van Schelluinen en Peursum |
| 1924 - 1946  | J.G. Diepenhorst             | ARP                | tevens burgemeester van Schelluinen en Peursum, eerder burgemeester van Tholen en Poortvliet                                                                                   |
| 1947 - 1950  | R. Sterk                     |                    | tevens burgemeester van Schelluinen en Peursum |
| 1951 - 1957  | Nicolaas (N.) van der Brugge | ARP                | tevens burgemeester van Schelluinen en Peursum, later burgemeester van Giessenburg en Schelluinen                                                                              |